# Metz Handball
A Metz Handball egy francia női kézilabdacsapat, amelynek székhelye Metzben van. Jelenleg a francia bajnokság élvonalában játszanak.

## A csapat
A 2025-2026-os szezon játékoskerete: 
| Kapusok - 01 Johanna Bundsen - 79 Sabrina Novotná - 94 Catherine Gabriel Balszélsők - 02 Laura Godard - 06 Chloé Valentini (kismama) - 10 Suzanne Wajoka Jobbszélsők - 04 Blandine Gros - 28 Lucie Granier - 98 Manon Errard (sérült) Beállók - 15 Anne-Emmanuelle Augustine - 27 Sarah Bouktit (c) | Balátlövők - 09 Tyra Axnér - 22 Xenia Smits - 23 Betchaïdelle Ngombele Irányítók - 29 Léna Grandveau - 38 Vámos Petra - 76 Lylou Borg Jobbátlövők - 11 Albek Anna - 20 Laura Flippes (kismama) |

### Átigazolások
A 2025-2026-os szezonban:
| Érkezők - Szöllősi-Schatzl Nadine (kölcsönben a Moyra-Budaörs Handball csapatától) (azonnal) - Albek Anna (a Mosonmagyaróvári KC csapatától) - Catherine Gabriel (a Debreceni VSC csapatától) - Lylou Borg (a Mérignac Handball csapatától) - Suzanne Wajoka (az ESBF Besançon csapatától) - Laura Godard (a TuS Metzingen csapatától) - Sabrina Novotná (a Házená Kynžvart csapatától) - Betchaïdelle Ngombele (az RK Krim csapatától) - Johanna Bundsen (a HB Ludwigsburg csapatától) - Xenia Smits (a HB Ludwigsburg csapatától) | Távozók - Allison Pineau (visszavonul) - Cléopâtre Darleux (visszavonul) - Zaliata Mlamali (az ESBF Besançon csapatához) - Camille Depuiset (a Brest Bretagne HB csapatához) - Mélanie Halter (a Mosonmagyaróvári KC csapatához) - Emma Jacques (az Esztergomi KC csapatához) - Djazz Chambertin (a Rapid București csapatához) - Anne Mette Hansen (a CSM București csapatához) - Szemerey Zsófi (a Győri Audi ETO KC csapatához) - Szöllősi-Schatzl Nadine (kölcsönből vissza a Moyra-Budaörs Handball csapatához) - Mia Brkic (az RK Podravka Koprivnica csapatához) |

## Korábbi játékosok
- Alice Lévěque
- Allison Pineau
- Amandine Leynaud
- Astride N'Gouan
- Béatrice Edwige
- Camille Aoustin
- Camille Ayglon-Saurina
- Chloé Bulleux
- Claudine Mendy
- Cléopâtre Darleux
- Emma Tucella
- Gnonsiane Niombla
- Grâce Zaadi
- Isabelle Cendier Ajaguin
- Isabelle Wendling
- Julie Le Blévec
- Katty Piejos
- Koumba Cissé
- Laura Flippes
- Laura Glauser
- Laurisa Landre
- Linda Pradel
- Maakan Tounkara
- Manon Houette
- Marie-Hélène Sajka
- Marion Limal
- Marion Maubon
- Méline Nocandy
- Nathalie Selambarom
- Nina Kamto Njitam
- Nodjialem Myaro
- Orlane Kanor
- Paule Baudouin
- Stéphanie Ludwig
- Tamara Horacek
- - Hatadou Sako
- - Melinda Szabó-Jacques
- Kristina Liščević
- Slađana Pop-Lazić
- Svetlana Ognjenović
- Tatjana Medved
- Zita Galic
- Ćamila Mičijević
- Ivana Kapitanović
- Ivana Lovrić
- Kristina Elez
- Lidija Horvat
- Tea Pijević
- Debbie Bont
- Jurswailly Luciano
- Martine Smeets
- Yvette Broch
- Ana Gros
- Tjaša Stanko
- Alina Grijseels
- Dinah Eckerle
- Xenia Smits
- Kristina Jørgensen
- Louise Vinter Burgaard
- Daphne Gautschi
- Ekaterina Andryushina
- Valeriia Maslova
- Olga Peredery
- Lara González Ortega
- Marina Rajčić
- Aleksandra Zych
- Pavlá Poznarova
- Csáki Viktória
- Farkas Andrea
- Camilla Carstens
- Adriana Cardoso de Castro
- Bruna de Paula